# Brosylgruppe

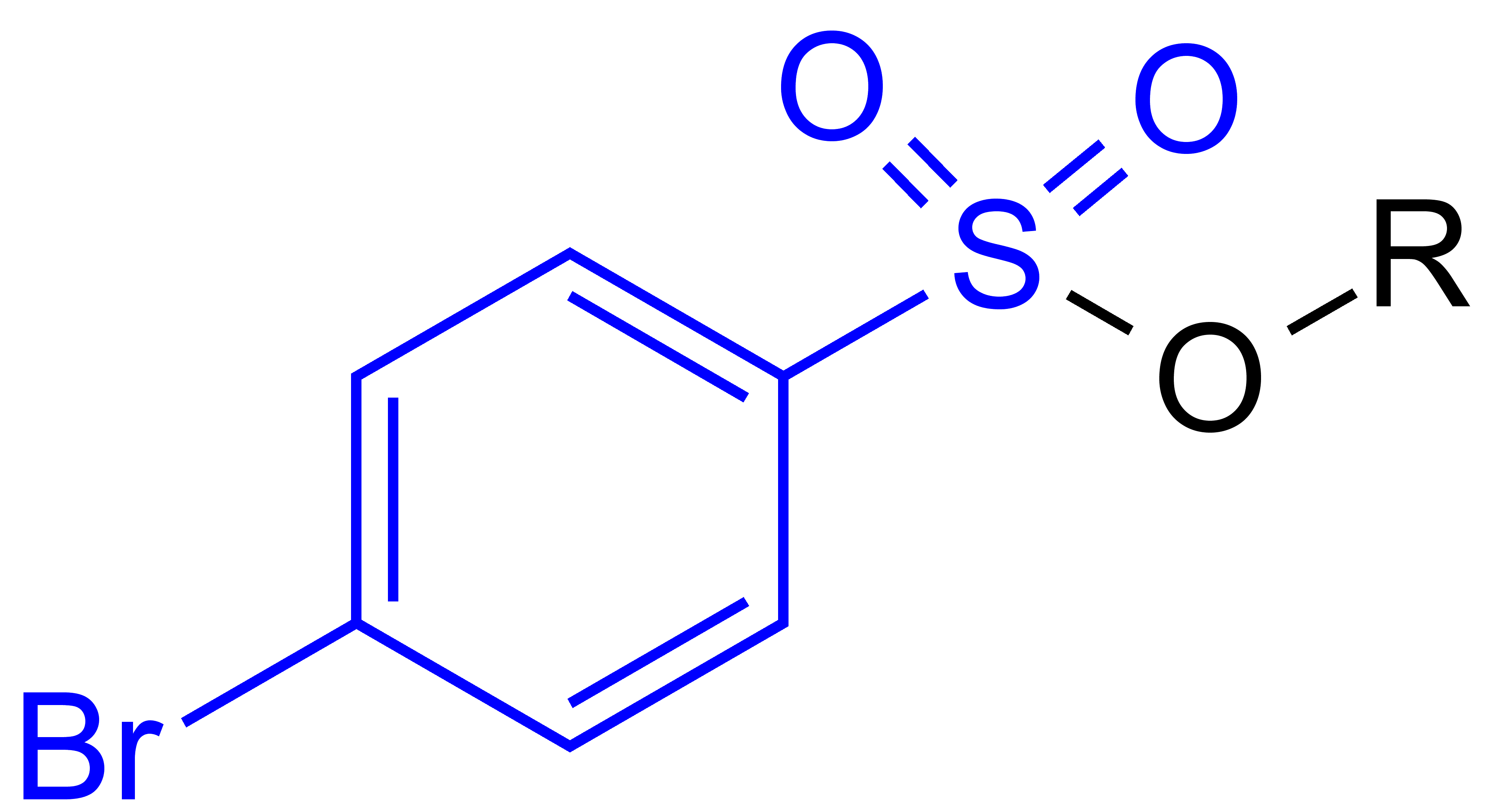
Struktur eines p-Brombenzolsulfonsäureesters (Brosylat) mit der blau markierten Brosylgruppe, gebunden an einen Organyl-Oxy-Rest (OR)

Als Brosylgruppe, abgekürzt Bs, wird der kovalent gebundene Rest der p-Brombenzolsulfonsäure (Br–C6H4–SO2–) bezeichnet, der meist über ein Sauerstoffatom oder eine NR-Gruppe an organischen Verbindungen gebunden ist. Es handelt sich somit um Ester  oder Amide der p-Brombenzolsulfonsäure. Die Ester werden gewöhnlich als Brosylate bezeichnet und dürfen nicht mit den gleichnamigen Salzen der p-Brombenzolsulfonsäure (Brosylate) verwechselt werden. Die Amide sind p-Brombenzolsulfonsäureamide. Die Tosylgruppe und die Nosylgruppe sind strukturell verwandt mit der Brosylgruppe.

## Eigenschaften
Die Brosylgruppe wirkt elektronenziehend, weshalb die zu Grunde liegende p-Brombenzolsulfonsäure eine starke Säure und die Brosyllatgruppe eine gute Abgangsgruppe ist. Diese kann durch geeignete Nukleophile leicht unter Substitution aus dem Molekül abgespalten werden. Aus diesem Grund sind Brosylverbindungen sehr reaktiv und besitzen eine begrenzte Lebensdauer. Diese kann durch Aufbewahrung in Abwesenheit von Nukleophilen, beispielsweise Wasser oder Alkohole, gesteigert werden.

## Verwendung
Auf Grund ihrer Eigenschaft als Abgangsgruppe werden Brosylate in der präparativen Organischen Chemie verwendet. Durch Überführung von Alkoholen in Brosylate wird die schlechte Abgangsgruppe HO− in eine gute Abgangsgruppe überführt, wodurch Substitutionsreaktionen an dieser Position ermöglicht werden. Das Anion der p-Brombenzolsulfonsäure tritt dabei als Abgangsgruppe aus. Die Ester der p-Brombenzolsulfonsäure (Brosylate) sind jedoch weniger reaktiv als die entsprechenden Triflate.